# Prissé
Prissé település Franciaországban, Saône-et-Loire megyében. Lakosainak száma 1865 fő (2022. január 1.). Prissé La Roche-Vineuse, Bussières, Charnay-lès-Mâcon, Chevagny-les-Chevrières, Davayé és Vergisson községekkel határos.

## Népesség
A település népességének változása:
| Lakosok száma | 1937 | 2018 | 2090 | 1994 | 1952 | 1910 | 1900 | 1883 | 1865 |
|               | 2013 | 2015 | 2016 | 2017 | 2018 | 2019 | 2020 | 2021 | 2022 |